# Tarkan
Tarkan Tevetoğlu, celosvětově známý jako Tarkan (17. říjen 1972, Alzey) je turecký zpěvák narozený v Německu (jeho rodina se vrátila do Turecka roku 1986, v jeho třinácti letech). Je představitelem populární hudby, někdy je řazen k tzv. adult contemporary (AC), v jeho hudbě jsou však patrné i vlivy turecké lidové hudby a bývá tak řazen i k folk-popu. Proslul svými tanečními vystoupeními a eroticky zabarvenými videoklipy. Jako jeden z mála evropských zpěváků dosáhl celosvětového úspěchu, přestože nezpíval v angličtině, ale v rodné turečtině (roku 2006 ovšem natočil i první anglické album). Je též prvním tureckým zpěvákem, kterému se podařilo prosadit se mimo Turecko. Průlomový singl, jímž prorazil v Evropě, byl Şımarık z roku 1998. Cover verze hitu od Holly Valance vyšla pod názvem Kiss Kiss.

## Diskografie
- Yine Sensiz (1992)
- A-Acayipsin (1994)
- Ölürüm Sana (1997)
- Tarkan (1998)
- Karma (2001)
- Dudu (2003)
- Come Closer (2006)
- Metamorfoz (2007)
- Metamorfoz Remixes (2008)
- Adımı Kalbine Yaz (2010)
- Come closer (2015)
- Ahde Vefa (2016)